# Francillon-sur-Roubion
Francillon-sur-Roubion là một xã thuộc tỉnh Drôme trong vùng Auvergne-Rhône-Alpes đông nam nước Pháp. Xã Francillon-sur-Roubion nằm ở khu vực có độ cao trung bình 462 mét trên mực nước biển.